# Unipotent
Unipotentie is een status van een cel. Een unipotente cel is in staat één soort cel te vormen, buiten haar eigen type. Ze kan dus delen (proliferatie) en differentiëren (specialiseren).

## Voorbeeld
Volwassen stamcellen, die overal in (humane) weefsels voorkomen. Deze cellen kunnen gevonden worden in lever, spieren, hersenen, huid ...
← minder / meer potent →

unipotent · oligopotent · multipotent · pluripotent · totipotent